# هومبان نیکش دوم
هومبان نیکَش دوم (به انگلیسی: Humban-nikash) یا هومبان نوکاش (به انگلیسی: Humban-nukash) یا اوممانیگاش (به انگلیسی: Ummanigash) یا خومبان ایگاش یکی از شاهان ایرانی در دورهٔ ایلام بود.
در نوشته‌ای از سال ۶۶۷/۶۶۶پ. م نام وی به عنوان ولی عهد ایلام یاد شده‌است. در سال ۶۶۴پ. م پس از مرگ پدرش اورتک این شوشینک شاه ایلام، به همراه دیگر افراد خاندانش به دربار آشور پناهنده شد. در سپتامبر۶۵۳پ. م آشوریان او را در مدکتو به تخت شاهی ایلام نشاندند. اما هشت ماه بعد به پشتیبانی از بابلیان نیروهایش را به نبرد با آشور فرستاد که شکست خوردند. کمی بعد دچار شورش برادرزاده‌اش تمه ریتو پسر هومبان هپوئه شد و همراه با پسرش به برادر دیگر خود تمه ریتو شاه هیدلو پناه برد و سرانجام در سال ۶۵۱پ. م کشته شد.

## کتابشناسی
- قشقائی، حمیدرضا، گاهنمای ایلامیان، تهران، اوگان، ۱۳۹۰.
- کامرون، جرج، ایران در سپیده دم تاریخ، ترجمهٔ حسن انوشه، تهران، علمی و فرهنگی، ۱۳۷۲.
- مجیدزاده، یوسف، تاریخ و تمدن ایلام، تهران، مرکز نشر دانشگاهی، ۱۳۷۰.
- هینتس، والتر، دنیای گمشدهٔ ایلام، ترجمهٔ فیروز فیروزنیا، تهران، علمی و فرهنگی، ۱۳۷۱.